# جارديم، ماتو جروسو دو سول
جارديم، ماتو جروسو دو سول هي بلدية في البرازيل، تتبع ماتو غروسو دو سول، بلغ عدد سكانها 25٫617  نسمة، في 2016، تبلغ مساحتها 2٬201٫725 كيلومتر مربع.